# Будіна
Будіна (словац. Budiná) — село, громада округу Лученець, Банськобистрицький край, центральна Словаччина, регіон Новоград. Кадастрова площа громади — 17,3 км².
Населення 227 осіб (станом на 31 грудня 2017 року).

## Історія
Будіна згадується в 1393 році.

## Населення
| Рік:            | 1994. | 2004.    | 2014.    | 2024.    |
| --------------- | ----- | -------- | -------- | -------- |
| Кількість осіб: | 390   | 303      | 254      | 198      |
| Різниця:        |       | -22,30 % | -16,17 % | -22,04 % |

| Рік:            | 2023. | 2024.   |
| --------------- | ----- | ------- |
| Кількість осіб: | 196   | 198     |
| Різниця:        |       | +1,02 % |